# Philippe Bugalski
Philippe Bugalski (Cusset, 12 giugno 1963 – 10 agosto 2012) è stato un pilota di rally francese.

## Biografia
Nel 1984 debutta con una Volkswagen Golf GTi. Tra il 1988 e il 1989 guida la Renault Turbo, due anni più tardi la Renault Clio.
Nel 1992 viene ingaggiato dalla Lancia a bordo della Delta Integrale, con compagni di squadra Didier Auriol e Juha Kankkunen, e arriva la prima soddisfazione con il terzo posto al Tour de Corse.
Negli anni 1994, 1995 e 1997 torna alla Renault. Nel 1998 firma per la Citroën e nel campionato del mondo rally 1999, a bordo della Xsara Kit Car, ottiene due vittorie al Rally di Catalogna e in Corsica. Resta con la stessa squadra anche gli anni successivi, passando nel 2001 alla guida della nuova Xsara WRC. Per il campionato del mondo rally 2003 si trova a fianco di Colin McRae, Sébastien Loeb e Carlos Sainz; sarà la sua ultima stagione di gare e ottiene come miglior risultato l'ottavo posto al Rally di Sanremo.
Ritiratosi dalle competizioni, si è dedicato all'attività di imprenditore. È deceduto in un incidente sul lavoro nell'estate 2012.

## Vittorie nel WRC
| # | Stagione | Evento             | Co-pilota          | Vettura               | Squadra             |
| - | -------- | ------------------ | ------------------ | --------------------- | ------------------- |
| 1 | 1999     | Rally di Catalogna | Jean-Paul Chiaroni | Citroën Xsara Kit Car | Automobiles Citroën |
| 2 | 1999     | Tour de Corse      | Jean-Paul Chiaroni | Citroën Xsara Kit Car | Automobiles Citroën |

## Risultati nel WRC
| 1984 | Scuderia | Vettura                   |    |  |  |  |  |  |  |  |  |  |  |  |  |  |  |  | Punti | Pos. |
| ---- | -------- | ------------------------- | -- |  |  |  |  |  |  |  |  |  |  |  |  |  |  |  | ----- | ---- |
| 1984 |          | Volkswagen Golf I GTi 1.6 | 88 |  |  |  |  |  |  |  |  |  |  |  |  |  |  |  | 0     |      |

| 1988 | Scuderia         | Vettura          |  |  |  |  |     |  |  |  |  |  |  |  |  |  |  |  | Punti | Pos. |
| ---- | ---------------- | ---------------- |  |  |  |  | --- |  |  |  |  |  |  |  |  |  |  |  | ----- | ---- |
| 1988 | Renault Chartres | Renault 21 Turbo |  |  |  |  | Rit |  |  |  |  |  |  |  |  |  |  |  | 0     |      |

| 1989 | Scuderia | Vettura          |  |     |  |  |  |  |  |  |  |  |  |  |  |  |  |  | Punti | Pos. |
| ---- | -------- | ---------------- |  | --- |  |  |  |  |  |  |  |  |  |  |  |  |  |  | ----- | ---- |
| 1989 |          | Renault 21 Turbo |  | Rit |  |  |  |  |  |  |  |  |  |  |  |  |  |  | 0     |      |

| 1991 | Scuderia  | Vettura          |  |  |  |  |   |  |  |  |  |  |  |  |  |  |  |  | Punti | Pos. |
| ---- | --------- | ---------------- |  |  |  |  | - |  |  |  |  |  |  |  |  |  |  |  | ----- | ---- |
| 1991 | Team Diac | Renault Clio 16S |  |  |  |  | 8 |  |  |  |  |  |  |  |  |  |  |  | 3     | 49º  |

| 1992 | Scuderia                    | Vettura                   |   |  |  |  |   |  |  |  |   |  |  |  |  |  |  |  | Punti | Pos. |
| ---- | --------------------------- | ------------------------- | - |  |  |  | - |  |  |  | - |  |  |  |  |  |  |  | ----- | ---- |
| 1992 | Jolly Club e Martini Racing | Lancia Delta HF Integrale | 5 |  |  |  | 3 |  |  |  | 9 |  |  |  |  |  |  |  | 22    | 13º  |

| 1994 | Scuderia     | Vettura               |  |  |  |     |  |  |  |  |  |  |  |  |  |  |  |  | Punti | Pos. |
| ---- | ------------ | --------------------- |  |  |  | --- |  |  |  |  |  |  |  |  |  |  |  |  | ----- | ---- |
| 1994 | Société Diac | Renault Clio Williams |  |  |  | Rit |  |  |  |  |  |  |  |  |  |  |  |  | 0     |      |

| 1995 | Scuderia     | Vettura           |     |  |  |   |  |  |  |  |  |  |  |  |  |  |  |  | Punti | Pos. |
| ---- | ------------ | ----------------- | --- |  |  | - |  |  |  |  |  |  |  |  |  |  |  |  | ----- | ---- |
| 1995 | Société Diac | Renault Clio Maxi | Rit |  |  | 9 |  |  |  |  |  |  |  |  |  |  |  |  | 2     | 27º  |

| 1997 | Scuderia     | Vettura             |  |  |  |  |  |   |  |  |  |  |  |  |  |  |  |  | Punti | Pos. |
| ---- | ------------ | ------------------- |  |  |  |  |  | - |  |  |  |  |  |  |  |  |  |  | ----- | ---- |
| 1997 | Société Diac | Renault Mégane Maxi |  |  |  |  |  | 6 |  |  |  |  |  |  |  |  |  |  | 1     | 33º  |

| 1998 | Scuderia            | Vettura               |  |  |  |  |   |     |  |  |  |  |     |  |  |  |  |  | Punti | Pos. |
| ---- | ------------------- | --------------------- |  |  |  |  | - | --- |  |  |  |  | --- |  |  |  |  |  | ----- | ---- |
| 1998 | Automobiles Citroën | Citroën Xsara Kit Car |  |  |  |  | 5 | Rit |  |  |  |  | Rit |  |  |  |  |  | 2     | 18º  |

| 1999 | Scuderia            | Vettura                                      |     |  |  |  |   |   |  |  |  |  |  |     |  |  |  |  | Punti | Pos. |
| ---- | ------------------- | -------------------------------------------- | --- |  |  |  | - | - |  |  |  |  |  | --- |  |  |  |  | ----- | ---- |
| 1999 | Automobiles Citroën | Citroën Saxo Kit Car e Citroën Xsara Kit Car | Rit |  |  |  | 1 | 1 |  |  |  |  |  | Rit |  |  |  |  | 20    | 7º   |

| 2000 | Scuderia            | Vettura              |  |  |  |  |  |  |    |  |  |  |    |     |  |  |  |  | Punti | Pos. |
| ---- | ------------------- | -------------------- |  |  |  |  |  |  | -- |  |  |  | -- | --- |  |  |  |  | ----- | ---- |
| 2000 | Automobiles Citroën | Citroën Saxo Kit Car |  |  |  |  |  |  | 16 |  |  |  | 16 | Rit |  |  |  |  | 0     |      |

| 2001 | Scuderia            | Vettura                                  |    |  |     |   |  |  |   |  |  |  |     |     |  |  |  |  | Punti | Pos. |
| ---- | ------------------- | ---------------------------------------- | -- |  | --- | - |  |  | - |  |  |  | --- | --- |  |  |  |  | ----- | ---- |
| 2001 | Automobiles Citroën | Citroën Saxo Kit Car e Citroën Xsara WRC | 14 |  | Rit | 8 |  |  | 6 |  |  |  | Rit | Rit |  |  |  |  | 1     | 22º  |

| 2002 | Scuderia                               | Vettura           |     |  |   |   |  |  |  |  |  |     |     |  |  |  |  |  | Punti | Pos. |
| ---- | -------------------------------------- | ----------------- | --- |  | - | - |  |  |  |  |  | --- | --- |  |  |  |  |  | ----- | ---- |
| 2002 | Automobiles Citroën e Piedrafita Sport | Citroën Xsara WRC | Rit |  | 4 | 3 |  |  |  |  |  | Rit | Rit |  |  |  |  |  | 7     | 11º  |

| 2003 | Scuderia          | Vettura           |  |  |  |  |  |  |  |     |  |  |   |   |    |  |  |  | Punti | Pos. |
| ---- | ----------------- | ----------------- |  |  |  |  |  |  |  | --- |  |  | - | - | -- |  |  |  | ----- | ---- |
| 2003 | Citroën Total WRT | Citroën Xsara WRC |  |  |  |  |  |  |  | Rit |  |  | 8 | 9 | 10 |  |  |  | 1     | 21º  |

| Legenda | 1º posto | 2º posto | 3º posto | A punti | Senza punti | Ritirato | Squalificato | NP=Non partito C=Gara cancellata | Apice=Power stage |